# (10295) Ипполита
(10295) Ипполита (др.-греч. Ἱππολύτη) — астероид, относящийся к группе астероидов пересекающих орбиту Марса , который был открыт 12 апреля 1988 года американскими астрономами Кэролин Шумейкер и Юджином Шумейкер в Паломарской обсерватории и назван в честь Ипполиты, царицы амазонок в древнегреческой мифологии. 

Орбита астероида Ипполита и его положение в Солнечной системе